# Кубок мира по спортивной ходьбе 1979
Финал 9-го Кубка мира по спортивной ходьбе прошёл 29—30 сентября 1979 года в Эшборне (ФРГ). Мужчины боролись за Кубок Лугано, который получала лучшая сборная по итогам заходов на 20 и 50 км. Женщины разыгрывали командное первенство на дистанции 5 км.
В 1979 году женский заход на 5 км обрёл официальный статус: в 1975 и 1977 годах он имел статус демонстрационной дисциплины. Среди женских сборных в командном первенстве стал разыгрываться трофей, получивший название по городу проведения финала — Кубок Эшборна.
Большинство сильнейших мужских команд получили прямой допуск в финал. Оставшиеся шесть мест разыгрывались в предварительном раунде Кубка мира, который прошёл в различных городах в августе — сентябре 1979 года.
На старт вышли 147 ходоков из 18 стран мира (107 мужчин и 40 женщин).
Каждая команда могла выставить до четырёх спортсменов в каждый из заходов. Лучшие в командном зачёте определялись по сумме очков, набранных тремя сильнейшими представителями страны (очки начислялись в зависимости от занятого места). В зачёт Кубка Лугано шли по три лучших результата на дистанциях 20 и 50 км у мужчин.
Первый в истории Кубок Эшборна выиграла женская сборная Великобритании, благодаря двум местам на пьедестале в личном зачёте. Мужская сборная Мексики защитила звание обладателя Кубка Лугано, на 5 очков опередив сборную СССР.
В мужском заходе на 20 км были показаны результаты, сильно превышающие действующее высшее мировое достижение. Сразу 2 спортсмена впервые в истории преодолели дистанцию быстрее 1 часа 20 минут. Однако позднее выяснилось, что трасса была короче 20 км, и результаты, таким образом, не пригодны для целей статистики.

## Предварительный раунд
Соревнования предварительного раунда прошли в августе — сентябре 1979 года в трёх городах: испанском Реусе, польском Владыславово и бельгийском Хове. В финал проходили по две лучшие команды из каждого турнира.

### Мужчины
От участия в предварительном раунде были освобождены Мексика, ГДР, Италия, СССР, США, Австралия и Новая Зеландия. Все эти страны получили прямые путёвки в финал.
| Место | Команда   | Очки |
| ----- | --------- | ---- |
| 1     | Испания   | 61   |
| 2     | Венгрия   | 60   |
| 3     | Франция   | 54   |
| 4     | Норвегия  | 36   |
| 5     | Швейцария | 28   |

| Место | Команда      | Очки |
| ----- | ------------ | ---- |
| 1     | Польша       | 60   |
| 2     | Чехословакия | 44   |
| 3     | Румыния      | 30   |
| 4     | Финляндия    | 22   |

| Место | Команда        | Очки |
| ----- | -------------- | ---- |
| 1     | ФРГ            | 68   |
| 2     | Швеция         | 66   |
| 3     | Великобритания | 65   |
| 4     | Бельгия        | 29   |
| 5     | Нидерланды     | 14   |

## Расписание
| Дата             | Заход         |
| ---------------- | ------------- |
| 29 сентября 1979 | 5 км женщины  |
| 29 сентября 1979 | 20 км мужчины |
| 30 сентября 1979 | 50 км мужчины |

## Медалисты
Сокращения: WR — мировой рекорд | AR — рекорд континента | NR — национальный рекорд | CR — рекорд соревнований
Курсивом выделены участники, чей результат не пошёл в зачёт команды

### Мужчины
| Дисциплина              | Золото | Золото     | Серебро | Серебро   | Бронза | Бронза     |
| ----------------------- | --- | ---------- | --- | --------- | --- | ---------- |
| 20 км*                  | Даниэль Баутиста Мексика | 1:18.49    | Борис Яковлев СССР | 1:19.46   | Николай Винниченко СССР | 1:20.05    |
| 50 км                   | Мартин Бермудес Мексика | 3:43.36 CR | Энрике Вера Мексика | 3:43.59   | Виктор Доровских СССР | 3:45.51 NR |
| Кубок Лугано (20+50 км) | Мексика · Даниэль Баутиста · Эрнесто Канто · Феликс Гомес · Мартин Бермудес · Энрике Вера · Рауль Гонсалес · Антонио Каррера · Педро Ароче | 240 очков  | СССР · Борис Яковлев · Николай Винниченко · Анатолий Соломин · Виктор Доровских · Вячеслав Фурсов · Пётр Мельник · Пётр Поченчук · Отто Барч | 235 очков | ГДР · Хартвиг Гаудер · Роланд Визер · Рональд Вайгель · Дитмар Майш · Маттиас Крёль · Хорст Матерн · Фред Шпарман · Штеффен Мюллер | 201 очко   |

* Фактическая дистанция была меньше 20 км.

### Женщины
| Дисциплина    | Золото                                                                   | Золото   | Серебро                                                                       | Серебро | Бронза                                                                      | Бронза   |
| ------------- | ------------------------------------------------------------------------ | -------- | ----------------------------------------------------------------------------- | ------- | --------------------------------------------------------------------------- | -------- |
| 5 км          | Марион Фоукс Великобритания                                              | 22.51 CR | Кэрол Тайсон Великобритания                                                   | 22.59   | Торилль Гюльдер Норвегия                                                    | 23.08    |
| Кубок Эшборна | Великобритания · Марион Фоукс · Кэрол Тайсон · Ирен Бейтман · Элейн Кокс | 85 очков | Швеция · Элизабет Ульссон · Бритт-Мари Карлссон · Маргарета Симу · Анн Янссон | 74 очка | Норвегия · Торилль Гюльдер · Миа Хьёльберг · Фрёйдис Хильсен · Герд Гюльдер | 69 очков |